# Granier (Savoie)
Granier ist eine Commune déléguée mit 342 Einwohnern (Stand 1. Januar 2022) in der Gemeinde Aime-la-Plagne im Département Savoie in der Region Rhône-Alpes. Sie gehörte zum Arrondissement Albertville und zum Kanton Bourg-Saint-Maurice. Die Einwohner werden Granierains genannt.
Mit Wirkung vom 1. Januar 2016 wurden die früheren Gemeinden Aime, Granier und Montgirod zu einer Commune nouvelle mit dem Namen Aime-la-Plagne in der ebenso neuen Region Auvergne-Rhône-Alpes zusammengelegt.

## Geographie
Granier liegt etwa 24 Kilometer südöstlich von Albertville im Tal von Tarentaise. 
| 1954                      | 1962 | 1968 | 1975 | 1982 | 1990 | 1999 | 2006 | 2013 |
| ------------------------- | ---- | ---- | ---- | ---- | ---- | ---- | ---- | ---- |
| 488                       | 470  | 413  | 337  | 327  | 319  | 308  | 361  | 359  |
| Quelle: Cassini und INSEE |      |      |      |      |      |      |      |      |

## Sehenswürdigkeiten

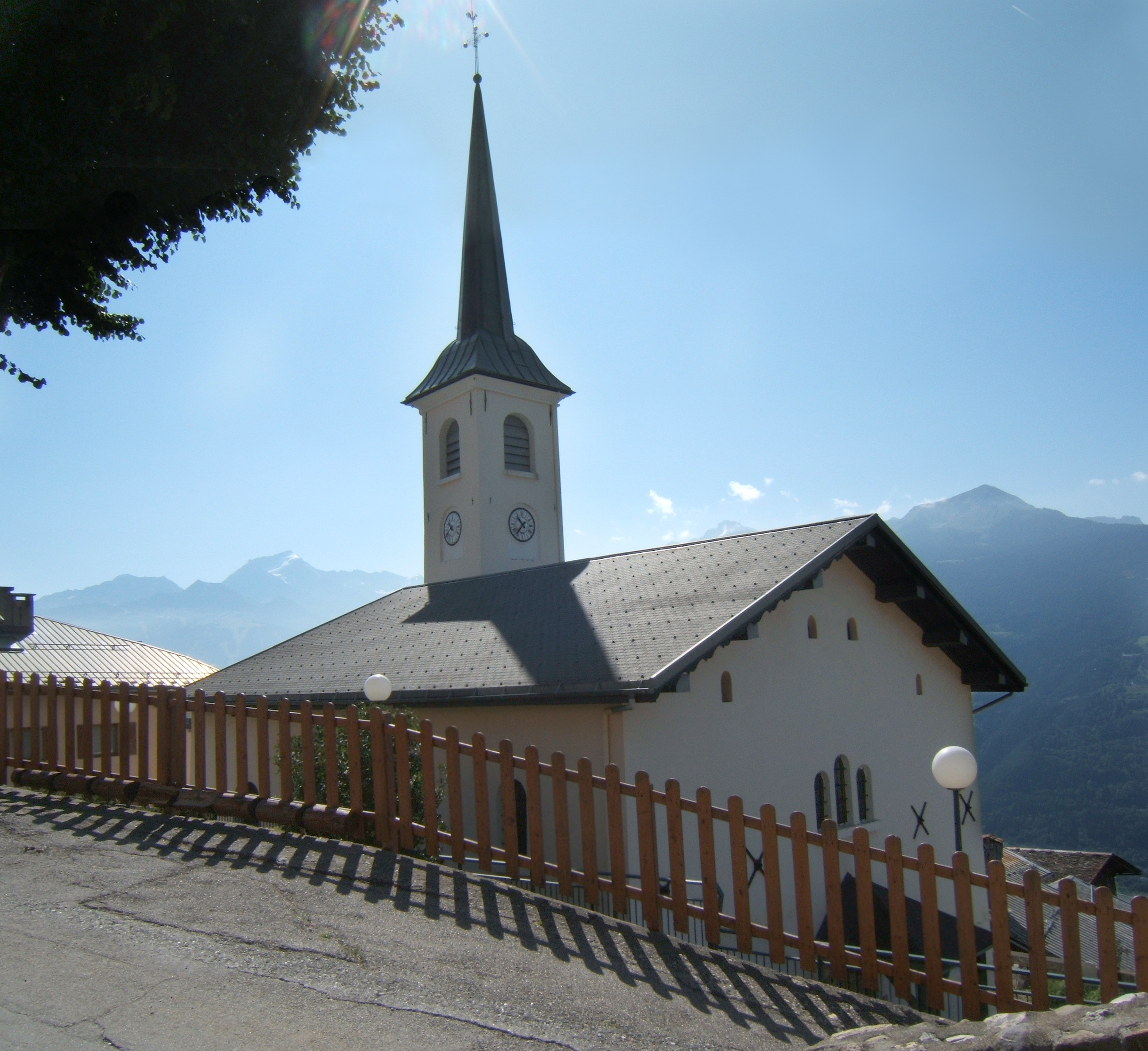
Kirche Saint-Barthélemy

- Kirche Saint-Barthélemy

## Persönlichkeiten
- Valérie Ducognon (* 1972), Skibergsteigerin
- Delphine Oggeri (* 1973), Skibergsteigerin